# Борха, Артуро
Артуро Борха Перес (исп. Arturo Borja Pérez; 15 сентября 1892, Кито, Эквадор — 13 ноября 1912, там же) — эквадорский поэт-модернист.

## Биография
Происходил из семьи, имевшей дворянские корни. Его отцом был Луис Фелипе Борха Перес, политик, юрист, писатель. Артуро был тринадцатым сыном в семье, в которой родилось шестнадцать детей.
Строгое воспитание стало причиной склонности поэта страдать от депрессии.
С детства был склонен к поэзии, и в пятнадцатилетнем возрасте уже написал свои первые стихи. В этом возрасте повредил глаз ручкой. Для лечения  в  1907 году отправился в Париж  вместе со своим дядей. В результате травмы Артуро в течение года был вынужден носить черную повязку на травмированном глазу.
Будучи во Франции, познакомился с некоторыми из самых известных писателей и поэтов того времени, так называемыми «проклятыми поэтами»: Бодлером, Верленом, Саменом и Малларме. От них усвоил часть своего стиля письма, интенсивного и ностальгического.
Мало того, что он был пропитан литературой этих бардов, он также был заражён их манерой поведения. Эти авторы были известны своим богемным образом жизни, принимая значительное количество алкоголя и наркотиков. Вернувшись на родину, стал членом литературного движения «Обезголовленное поколение» («Безголовое поколение», Generación decapitada) и первым из группы стал модернистом.
В 1912 году женился и провёл несколько недель медового месяца. В ноябре молодой поэт совершил самоубийство из-за передозировки морфина.
Хотя его литературное наследие невелико, он считается одним из предшественников модернизма в своей стране. Автор 28 стихотворений, вошедших в книгу под названием La flauta de ónix и ещё шести стихов. Стихи А. Борха были пронизаны острым социальным протестом.
Его работы были опубликованы в специальном издании его друзьями в сборнике стихов «Флейта из оникса», изданном посмертно (1920).

## Память
- Его именем в Кито названа национальная школа и улица в Амбато.